# Harry Otto Fischer
Harry Otto Fischer, né en 1910 et mort en 1986, est un auteur américain de fantasy.
Il est connu pour avoir travaillé avec son ami Fritz Leiber.
Le personnage du souricier gris (the gray mouser) dans Le Cycle des épées a notamment été inspiré par Harry Fischer.

## Œuvres
- 1964, Épées et sorciers (Swords Against Wizardry) où Harry Otto Fischer a écrit une grosse partie de la nouvelle The Lords of Quarmall[1].

Cette nouvelle est publiée pour la première fois en deux parties dans la revue Fantastic Stories of Imagination, respectivement en janvier 1964, et février 1964 ; les deux auteurs y sont crédités.

## Note
1. ↑  Voir l'introduction de Fritz Leiber, Le cycle des épées, 4. Épées et sorciers, Paris, Temps Futurs, coll. « Science-Fiction » (no 5236), 2000 (ISBN 2-266-10796-8).